# Ermin Zec
Ermin Zec (Bugojno, 18 februari 1988) is een Bosnische voetballer die als aanvaller speelt.

## Clubcarrière
Zec begon in de jeugd van NK Iskra Bugojno aan zijn voetbalcarrière. Hij speelde daar 2 jaar en in 2007 werd hij verkocht aan de Kroatische club HNK Šibenik. In 2009 werd hij bij deze club verkozen tot de beste voetballer van Kroatië. Zijn spel trok de aandacht aan van grote clubs als Hamburger SV, Werder Bremen en AFC Ajax. In 2010 werd hij verkocht voor € 2.500.000 aan de Turkse club Gençlerbirliği. Het contract van de Bosniak werd niet verlengd in Turkije, waarna Zec zijn carrière vervolgde in Kroatië. De Bosniak vertrok transfervrij naar de Kroatische club HNK Rijeka. Op 18 oktober 2014 scoorde de Bosniakse aanvaller zijn eerste doelpunt voor HNK Rijeka in een 3-1 zege op NK Istra 1961. Kort na de komst van de Bosniak ontstonden er problemen tussen Zec en hoofdtrainer Matjaž Kek. Hierdoor was zijn periode bij HNK Rijeka van korte duur. In januari 2015 vertrok de Bosniak naar Balıkesirspor. In juli van dat jaar werd hij gecontracteerd door her Azerbeidzjaanse Qäbälä PFK. In 2016 ging hij voor Karabükspor spelen. Een jaar later ging hij naar Gaziantep FK.

## Interlandcarrière
Sinds 2008 komt Zec ook uit voor de nationale ploeg van Bosnië en Herzegovina. Hij maakte zijn debuut op 19 november 2008 in de vriendschappelijke uitwedstrijd tegen Slovenië (3-4).